# Vilanova i la Geltrú
Vilanova i la Geltrú és una ciutat i municipi de la vegueria del Penedès, Catalunya, i capital de la comarca del Garraf. Històricament, és el resultat de l'agregació del nucli de la Geltrú, que antigament era un municipi independent, al terme de Vilanova de Cubelles, que antigament formava part del terme de Cubelles, municipi actualment limítrof amb Vilanova i la Geltrú. Tot i així, avui dia és impossible distingir els dos nuclis, a causa del gran creixement demogràfic, que els ha dut a formar una conurbació urbana completa. Limita amb Cubelles, Castellet i la Gornal, Canyelles i Sant Pere de Ribes.

## Geografia

Vilanova i la Geltrú i les viles veïnes.

- Llista de topònims de Vilanova i la Geltrú (Orografia: muntanyes, serres, collades, indrets, etc.; hidrografia: rius, fonts, etc.; edificis: cases, masies, esglésies, etc.).

El terme municipal és limitat al nord per Canyelles, a l'est per Sant Pere de Ribes, al sud per la mar Mediterrània, a l’oest per Cubelles i al nord-oest pel terme de Castellet i la Gornal, de l’Alt Penedès. El terme comprèn, al nord i al nord-oest, els darrers contraforts del massís de Garraf, i la plana litoral ocupa la resta del territori. La façana marítima fa uns 6 km. El cap de municipi és la vila de Vilanova i la Geltrú. Hom troba, a més, petites caseries i diversos masos, alguns dels quals centren alguna de les moltes urbanitzacions que solquen el terme, o bé els donen el nom, com per exemple la Masia d’en Cabanyes, el Pi Torrat, el Racó de Santa Llúcia, l’Aragai o la Torre del Veguer, entre d'altres.
Vilanova i la Geltrú és el centre de comunicacions de la comarca. Hi passen la carretera C-31, que connecta amb el Baix Llobregat i el Baix Penedès, la C-15, que comunica amb Vilafranca i Igualada, la C-246a que connecta amb Cubelles i Sitges, i dues carreteres locals que porten fins a Sant Pere de Ribes i Olivella, d’una banda, i amb Castellet i la Gornal, de l’altra. Passa per la vila el ferrocarril que va de Barcelona a Sant Vicenç de Calders i també és Vilanova l’origen i final d’algunes línies que van en direcció Barcelona, cosa que fa molt fàcil el desplaçament amb aquest mitjà. Cal no oblidar el port de Vilanova, que combina l’activitat pesquera amb l'esportiva i la comercial.

## Història
Segons la llegenda, Vilanova de Cubelles va ser fundada com a resposta als mals usos que duia a terme el senyor feudal, des de la seva residència a la Geltrú (dret de cuixa). Això va provocar que molts geltrunencs marxessin vora el mar, a territori de Cubelles, i fundessin Vilanova prop Cubelles, o de Cubelles. Anys després, el rei Jaume I li va concedir la Carta-Pobla de la Vila Nova (1274).
A mitjans del segle xviii, quan el rei Carles III va permetre que Vilanova de Cubelles obrís comerç amb les Amèriques, la ciutat va viure una efervescència econòmica molt important, un progrés que no es limita a una acumulació de riqueses, sinó que reporta una inversió en cultura.
És aleshores que a Vilanova de Cubelles es funden les primeres societats recreatives, llocs de trobada i d'esbarjo. D'aquesta manera, a principis del segle xix, apareixen els jardins del Tívoli i d'altres. En aquest sentit, Vilanova va ser anomenada l'Havana Xica, tant per la frondositat dels jardins de reunió com per l'ambient que el contacte amb l'illa de Cuba li anava donant.
El 1804 Pere Gumà va erigir el primer teatre de Vilanova: la Sala, un espai de planta quadrada cobert amb voltes que servia tant de teatre com de sala de ball.
Durant el segle xix la ciutat es transforma en una població industrial, procés iniciat amb la instal·lació d'una fàbrica a la Rambla el 1839 i posteriorment afectat per l'arribada del ferrocarril a la vila, que implicarà amb el temps la creació d'infraestructures culturals com la Biblioteca Museu Víctor Balaguer.
Cap a 1840, el frenòleg Marià Cubí imparteix diverses xerrades al poble, on té un èxit aclaparador. És a Vilanova on es crea la primera associació de frenologia composta únicament per dones. També es publica una revista frenològica, per tal de difondre el coneixement sobre aquesta tècnica.

## Demografia
| 1497 | 1553 | 1787  | 1887   | 1900   | 1920   | 1950   | 1970   | 2010   | 2024   |
| 97   | 127  | 6.161 | 13.811 | 11.856 | 13.720 | 19.483 | 35.714 | 66.532 | 70.418 |

## Economia

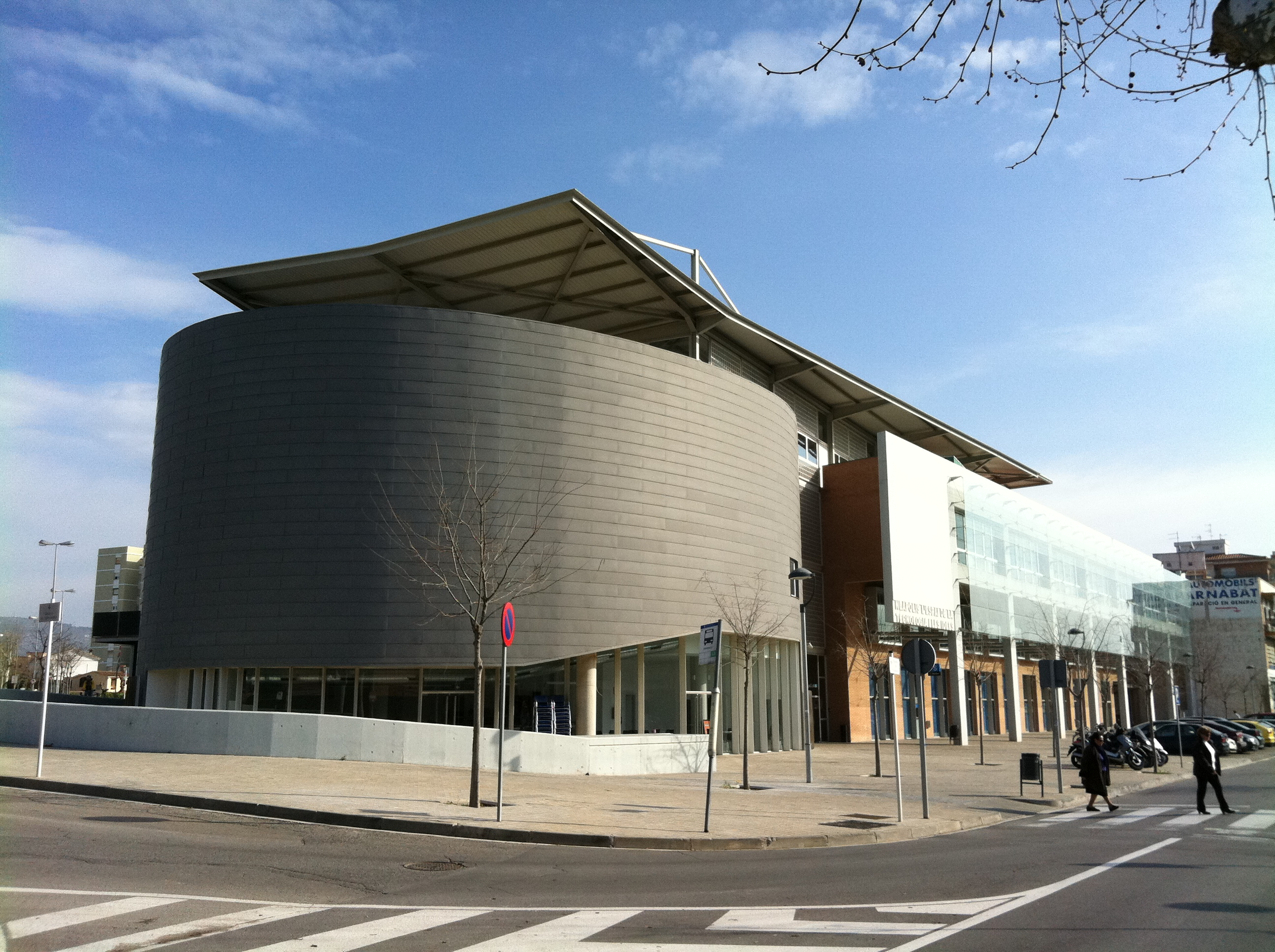
L'edifici Neàpolis

L'actual Escola Politècnica Superior d'Enginyeria de Vilanova i la Geltrú (pertanyent a la UPC) és des de l'any 1902 un important suport estructural de la ciutat. També disposa del Campus Universitari de la Mediterrània, que té l'objectiu principal d'ajudar a cobrir les limitacions de l'actual formació universitària en temes marítims i posar les bases per a la creació de plataformes de debat, intercanvi i investigació en l'àmbit social i cultural tenint com a referència el context mediterrani.
Un dels pols on s'uneix la recerca, el desenvolupament i la innovació (R+D+i) és l'Edifici Neàpolis. Aquest edifici, projectat per l'arquitecte català Oriol Bohigas i Guardiola, forma part de l'European Network of Living Labs (ENoLL) i es defineix com “una agència d'innovació de la tecnologia, el disseny i l'esperit empresarial”. Durant l'any 2012 celebra el seu primer aniversari de la creació del Centre de Coworking, espai des del qual s'aposta clarament per l'emprenedoria, coincidint amb l'any internacional de les Cooperatives reconegut per les Nacions Unides. Neàpolis també ha estat lloc d'acollida l'any 2011 del Genmob, el primer congrés de telefonia intel·ligent de Catalunya.
Vilanova i la Geltrú té el tercer port en importància de Catalunya i un dels principals ports pesquers de Catalunya, amb la Confraria de Pescadors de Vilanova i la Geltrú provinents de l'antiga Germandat i Confraria de Sant Elm (fundada l'any 1579), i es constitueix en 1921 el nou Pòsit de Pescadors, on actualment es pot fer la compra directa del peix a través d'Internet. Vilanova i la Geltrú també disposa d'una estació nàutica on se celebren competicions nàutiques de caràcter nacional i internacional.

## Transport
Completen les comunicacions l'autopista C-32, coneguda també com a Autopista Pau Casals; l'autopista del Garraf, que uneix l'aeroport de Barcelona - el Prat; l'autovia C-15, coneguda també com l'Eix Diagonal, que uneix la ciutat de Manresa, i l'autopista de la Mediterrània amb la mar Mediterrània.
L'estació de ferrocarril de Vilanova i la Geltrú, construïda entre el 1882 i el 1884 pel mestre d'obres i director de camins Jeroni Granell i Mundet, disposa de connexió ferroviària que uneix a la imperial ciutat romana de Tarragona, a la ciutat de Tortosa, a la ciutat de Reus, i amb les terres de ponent, connecta amb la ciutat de Lleida. A l'estació de Vilanova i la Geltrú hi ha també un servei de rodalia de Barcelona, l'R2 Sud (Barcelona Estació de França - Sant Vicenç de Calders), operada per Renfe Operadora.
Vilanova i la Geltrú       

## Cultura

### Festes i tradicions populars

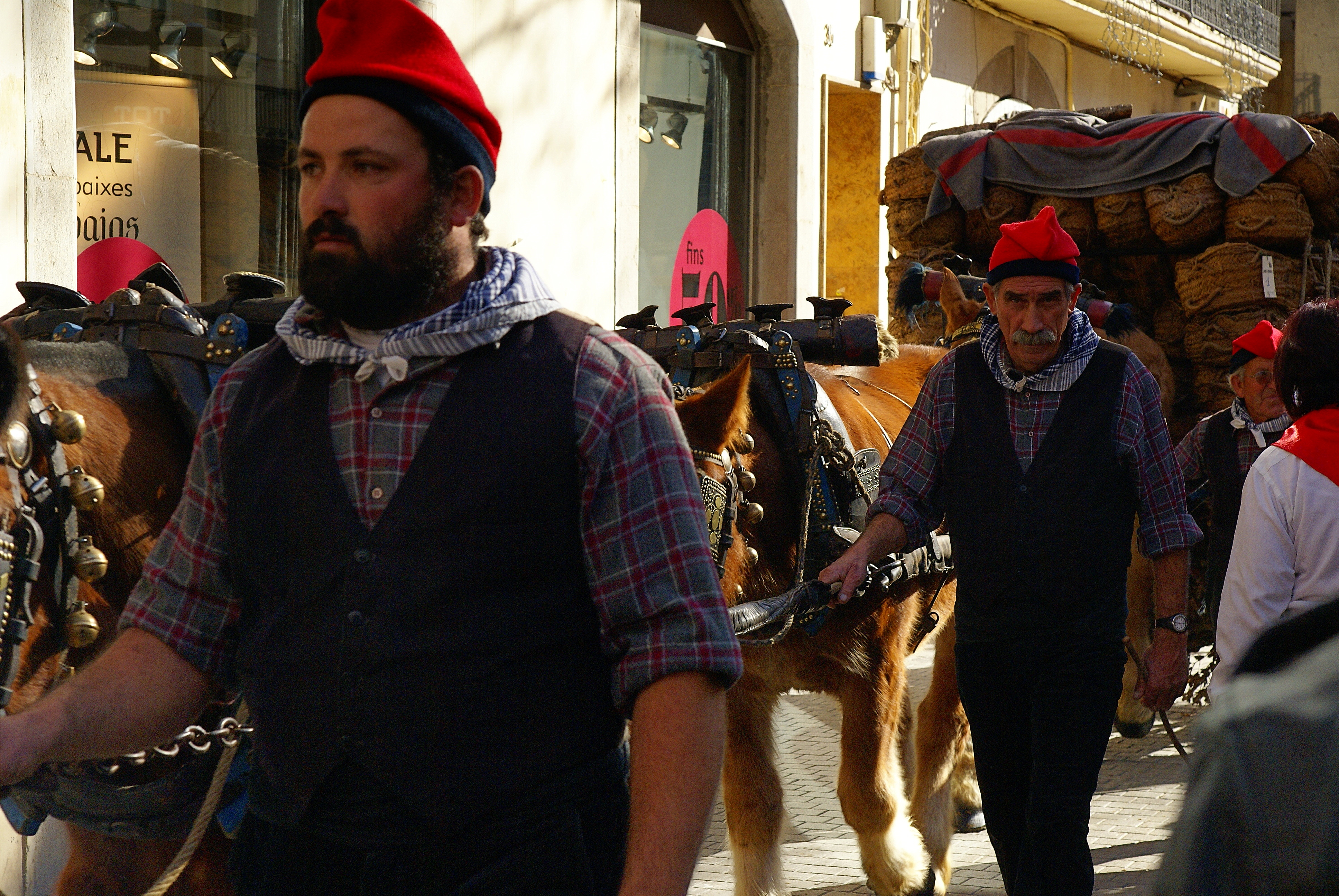
Tres Tombs a Vilanova i la Geltrú

El 17 de gener, per Sant Antoni (copatró de la Vila), se celebra la Festa Major d'hivern o dels Tres Tombs. Aquest dia carruatges i carros de pagès tirats per cavalls, ases i rucs donen tres tombs a la rambla principal de la ciutat per ser beneïts.
Per Carnaval, se celebra el Carnaval de Vilanova i la Geltrú, declarat Festa Tradicional d'Interès Nacional.
El 5 d'agost se celebra la Festa Major de les Neus de Vilanova i la Geltrú. Hi desfilen diversos cercaviles que integren un bon nombre d'entremesos i balls populars: El Ball de Diables, el Drac de Vilanova, el Drac de la Geltrú, la Carpa Juanita i el Porró, les Mulasses, els Gegants, els ball de nans, el ball d'en Serrallonga, el ball de bastons, el ball de gitanes, el ball de pastorets, el Ball de Cintes, la moixiganga, la colla de castellers Bordegassos de Vilanova, els falcons i altres.
Per Nadal són tradicionals les representacions dels Pastorets, al Teatre Círcol Catòlic, i també en altres ocasions al Teatre Principal.
Vilanova és una de les poblacions que s'atribueixen l'origen del xató, una salsa feta, entre altres ingredients, amb avellanes, oli, ametlles, pa i nyores. La salsa s'acompanya amb una amanida d'escarola, tonyina i bacallà, i es menjava en el moment que es xatonaven les botes de vi, és a dir, quan es presentava el vi novell de la collita. Actualment la "Ruta del Xató" ha popularitzat aquest plat per les comarques del Penedès.

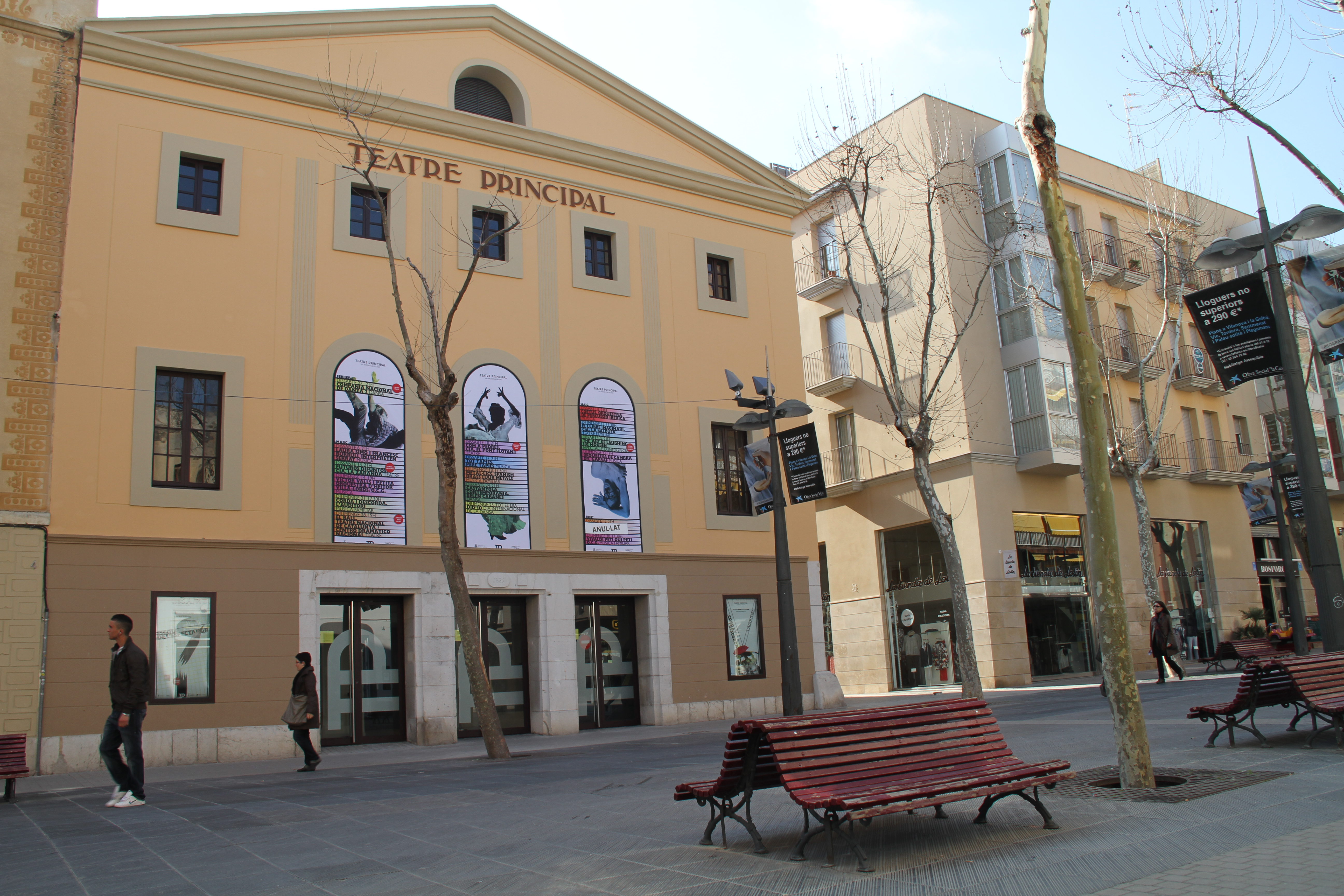
Teatre Principal

A més, s'hi organitzen diversos festivals artístics i musicals: el Festival Internacional de Música Popular Tradicional de Vilanova i la Geltrú (o FIMPT), que se celebra des de 1981 i que és el festival de músiques ètniques (músiques del món) de més llarga trajectòria d'Espanya, i altres festivals anuals com el Nowa Reggae Festival (des de 2006), l'Ateveu (2007-2019) El Tingladu (2008-) o el Vida Festival (2014-).
Des del 2020 l'Ajuntament de la localitat lliura el Premi Menjallibres de Foment a Lectura amb la col·laboració de tots els centres d'educació secundària del municipi.

### Museus i biblioteca
Un museu representatiu de la ciutat és la Biblioteca Museu Víctor Balaguer, llegat de la persona que li dona nom. Un altre museu de la ciutat és Can Papiol en un edifici d'estil neoclàssic ben conservat. També hi ha el Museu del Ferrocarril de Catalunya i un Centre d'Interpretació del Romanticisme, a la Masia d'en Cabanyes. Al Parc de Ribes Roges hi ha un circuit de ferrocarril en miniatura (via de 127 mm d'amplada) on els festius hi circulen trens de vapor/benzina/elèctrics, passejant grans i petits. Pel que fa al patrimoni mariner, la ciutat compta des del juliol de 2016 amb l'Espai Far. Ubicat al recinte del Far de Sant Cristòfol, aquest museu engloba el Museu del Mar de Vilanova i la Geltrú, el bot de salvament Víctor Rojas i el Museu de curiositats marineres Roig Toquès.
La Biblioteca Armand Cardona Torrandell és una biblioteca pública del municipi de Vilanova i la Geltrú (Garraf), que forma part de la Xarxa de Biblioteques Municipals de la Diputació de Barcelona. Fou inaugurada l'11 d'abril de 2003. És un servei públic municipal obert a tota la població i que alhora ofereix un servei de proximitat als habitants de la zona de ponent de la ciutat. La seva funció principal és donar accés a la informació, local i global, suport a la formació i promoció de la lectura i la cultura. La ciutat posà el nom del pintor a la biblioteca, ja que es considerava un gran amant de la literatura, fet que es reflecteix en l'extens fons bibliogràfic que la família donà a la biblioteca.

## Societat
Vilanova i la Geltrú es una població amb un teixit social actiu i fortament vinculat als esdeveniments culturals de la ciutat fins al punt d'esdevenir-ne clau en la seva organització. Històricament, la societat vilanovina ha usat l'associacionisme com a mecanisme d'organització social, esbarjo cultural, vinculació veïnal i acció política. És sobretot a partir del segle xx, amb el moviment cultural de la Renaixença catalana, que les societats recreatives i culturals privades passen a tenir un paper important en la vida cultural de la ciutat i ploriferen els espais d'oci com el Cercle Artesà, l'Orfeó Vilanoví, La Sala, o altres locals privats. Posteriorment, les rivalitats entre associacions i la rica oferta cultural vilanovina fan créixer i arrelar aquesta dinàmica associativa.
Al llarg de la història moltes han estat les associacions o entitats importants a la ciutat, destacant-ne algunes de centenàries que perduren fins a l'actualitat com el Foment Vilanoví, la Cofradia de Pescadors, La Unió Vilanovina o el Círcol Catòlic. A partir de la transició democràtica espanyola, el teixit associatiu es refà i creix amb el naixement d'entitats noves que agrupen centenars de socis com l'A.E. Talaia, l'Agrupació de Balls Populars, els Bordegassos de Vilanova, A.S. Dansaires Vilanovins, la Gran Penya i diverses associacions de veïns. Ja entrat el segle xxi, el teixit associatiu es reforça amb noves entitats de caràcter juvenil com La Medusa o Can Pistraus. Totes elles aporten un gran capital humà a l'organització d'events culturals i festius a la ciutat de forma regular.
Un exemple en són les més de 70 entitats que conformen la Federació d'Associacions pel Carnaval , una de les festes organitzades de forma més massiva i directa per la societat civil, la quantitat de locals socials i actes públics autogestionats per diversos col·lectius d'associats, o les prop de 300 associacions inscrites en el Registre d'Entitats de l'ajuntament  en l'actualitat.
En el món de l'esport, destaquen clubs que han competit a nivell nacional com el Club Patí Vilanova (fundat al 1951) i el Club de Futbol Vilanova (fundat al 1951) i events importants com la Cursa popular (1979-) i la Mitja marató Ciutat de Vilanova.
En el camp de la comunicació la ciutat és bressol d'una de les capçaleres periodístiques més antigues de la premsa local escrita, el Diari de Vilanova (fundat al 1850 i descontinuat al 2018). Des del 1989 disposa d'una emissora municipal de televisió anomenada Canal Blau que emet també ràdio i continguts, tot i que al llarg de la seva història ha tingut altres emissores radiofòniques destacades com la desapareguda Ràdio Vilanova (1932-1954).

## Vilanovins il·lustres[calcitació]
Categoria principal: Vilanovins
- Toni Albà, actor.
- Lluís Albalate i Guillamon, escriptor.
- Francesc-Marc Álvaro Vidal, periodista.
- Quim Arrufat, polític.
- Víctor Balaguer i Cirera, historiador, polític i escriptor.
- Dafnis Balduz, actor.
- Gabriel Maria Brasó i Tulla malgrat no ser fill de la vila fou sacerdot de la parròquia i, més tard, abat del Monestir de Montserrat.
- Joaquim Budesca Català, pintor.
- Manuel de Cabanyes, poeta.
- Damià Calvet i Valera, polític. Va ser Conseller de Territori i Sostenibilitat de la Generalitat de Catalunya. Actualment president del Port de Barcelona.
- Carles Campuzano i Canadès, polític.
- Armand Cardona Torrandell, pintor.
- Jaume Casanovas, polític.
- Josep Coroleu i Inglada, historiador i polític.
- Enric Duran i Giralt, activista social.
- Francesc Escribano i Royo, periodista.
- Josep Ferrer i Vidal, industrial tèxtil, economista i polític.
- Josep Font i Gumà, arquitecte.
- Isaac Gàlvez López, ciclista.
- Xavier Garcia i Soler (1919-1998), periodista, escriptor.
- Joan-Vicenç Gómez i Urgellés, matemàtic i pedagog.
- Maria Montserrat Guibernau i Berdún, catedràtica de Ciència Política.
- Francesc Gumà i Ferran, empresari i polític.
- Amadeu Hurtado i Miró, polític.
- Josep Joan Llorens Domingo. Fill predilecte de la vila[13]
- Neus Lloveras i Massana, política.
- Joan Lloveras i Sorni, tenor.
- Sergi López i Ayats, actor.
- Francesc Macià i Llussà, president de la Generalitat de Catalunya (1932-1933).
- Joan Magriñà, ballarí.
- Leonora Milà, pianista i compositora.
- Joaquim Mir, pintor.
- Josep Maria Miró i Guibernau, arquitecte.
- Gaspar Miró i Lleó, pintor.
- Joan Montseny, anarquista.
- Esteve Orriols, polític.
- Eugeni d'Ors, filósof.
- Oriol Pi de Cabanyes i Almirall, escriptor.
- Josep Piqué Camps, polític.
- Enric Cristòfol Ricart, pintor i gravador.
- Agustí Rios, pintor.
- Jordi Rios, actor.
- Marc Soler i Giménez, ciclista.
- Pere Tàpias, cantautor i gastrònom.
- Eduard Toldrà i Soler, músic.
- Joan Ventosa i Roig, pedagog i polític.
- Albert Virella Bloda, historiador.
- Gerard Romero, periodista i retransmissor en directe.